# Штёдтлен
Штёдтлен (нем. Stödtlen) — община в Германии, в земле Баден-Вюртемберг.
Подчиняется административному округу Штутгарт. Входит в состав района Восточный Альб. Население составляет 1981 человек (на 31 декабря 2010 года). Занимает площадь 31,19 км².